# Chiesa della Purificazione della Beata Vergine Maria (Trepuzzi)
La chiesa della Purificazione della Beata Vergine Maria è una chiesa di Trepuzzi, in provincia di Lecce.

## Storia
È menzionata per la prima volta nella visita pastorale di monsignor Luigi Pappacoda nel 1640, dalla quale si evince che era sede della confraternita della Purificazione istituita nel 1633 secondo le regole dei gesuiti. Questa antica cappella andò in rovina e probabilmente, sui suoi resti sorse l'attuale edificio, la cui costruzione fu portata a termine nel 1747, come appare dalla data incisa all'interno sulla volta da due distici elegiaci incisi sulla facciata: 

## Arte

### Esterno
La facciata, racchiusa fra due lesene lisce, che modellano anche le pareti laterali, presenta un semplice portale timpanato e una finestra rettangolare, e termina con un coronamento mistilineo sormontato da una croce in carparo, che inquadra una nicchia vuota. Un motivo decorativo simile si ripete sul campanile a vela collocato posteriormente all'edificio. Alla cappella si accede anche da altri due ingressi situati ai lati della costruzione.

### Interno
L'interno è ad una sola navata coperta da una volta a botte lunettata, con nervatura a foglie di bosso. Le pareti sono modellate da lesene e sono rivestite da stucchi. Lungo la parete destra della navata sono collocate le statue in cartapesta della Purificazione della Beata Vergine Maria e di san Francesco d'Assisi sollevato da due angeli. Inoltre vi è un piccolo altare, in marmo, dedicato all'Addolorata con relativa statua. Lungo la parete sinistra della navata è collocata la statua del crocifisso e un altare in pietra dedicato alla Vergine assunta in cielo, incorniciato da lesene laterali e da un timpano e adorno della tela dell'Assunta e di un ovale raffigurante Cristo Risorto. L'altare fu eretto da Vincenzo Rampino nel 1802, come risulta dall'epigrafe sulla sommità del quadro della titolare.
Sull'altare maggiore, in pietra calcarenitica lavorata e stuccata con lesene e numerosi fregi dorati, figura la tela tardo-seicentesca della Presentazione di Gesù al Tempio, e superiormente in asse con questa, l'ovale raffigurante Sant'Ignazio di Loyola. Ai piedi dell'altare, sotto la mensa, è collocata la statua del Cristo morto. Ai lati dell'altare vi sono inoltre le tele riproducenti la Presentazione della Beata Vergine Maria e la Natività di Maria, opere settecentesche di Pietro Pasquale Martena.
La chiesa è sede della Confraternita della Purificazione, di antica istituzione; il legame con i Gesuiti è confermato dalla presenza, su uno dei due medaglioni della divisa dei confratelli, dell'immagine di Sant'Ignazio di Loyola (fondatore della Compagnia di Gesù).